# Neoclytus basalis
Neoclytus basalis là một loài bọ cánh cứng trong họ Cerambycidae.